# Ensemble algébrique
En géométrie algébrique, un ensemble algébrique est l'ensemble des solutions d'un système d'équations polynomiales à plusieurs variables. Ce sont les points d'une variété algébrique affine ou projective. Ils servent de support intuitif à la géométrie algébrique.

## Ensembles algébriques affines
Dans cette section {\displaystyle k} désignera un corps algébriquement clos (par exemple ℂ), {\displaystyle n} un entier supérieur ou égal à un. On considère l'espace affine de dimension {\displaystyle n} sur {\displaystyle k}, c’est-à-dire l'ensemble {\displaystyle k^{n}} (dépourvu de structure algébrique).
Définition. Soit {\displaystyle S} une partie de l'anneau des polynômes {\displaystyle k[X_{1},\ldots ,X_{n}]}, on appelle ensemble algébrique associé à S et on note {\displaystyle Z(S)} le sous-ensemble de {\displaystyle k^{n}} suivant :
c’est-à-dire le lieu d'annulation commun à tous les éléments de {\displaystyle S}.
Exemples :
1. Dans le plan affine {\displaystyle k^{2}}, le lieu d'annulation d'un polynôme à deux variables non nul est un ensemble algébrique affine appelé courbe plane et le degré du polynôme est appelé degré de la courbe. Les droites sont les ensembles algébriques de degré 1, les coniques ceux de degré 2, les cubiques ceux de degré 3 et ainsi de suite.
2. Dans l'espace affine {\displaystyle k^{3}} le lieu d'annulation d'un polynôme à trois variables non nul est un ensemble algébrique affine qui est une surface algébrique . Tout comme pour les courbes on définit le degré d'une surface, les plans étant de degré 1, les quadriques  de degré 2 etc.
3. Dans un espace affine, tout ensemble fini de points est un ensemble algébrique affine.

Remarques
- Si {\displaystyle I} est l'idéal de {\displaystyle k[X_{1},\ldots ,X_{n}]} engendré par S, alors {\displaystyle Z(I)=Z(S)}. En particulier, comme {\displaystyle k[X_{1},\ldots ,X_{n}]} est noethérien, {\displaystyle I} est engendré par une partie finie {\displaystyle S'}. Il suit que {\displaystyle Z(S)=Z(S')}. Autrement dit, un ensemble algébrique est toujours le lieu d'annulation commun aux éléments d'un idéal et aussi le lieu d'annulation commun à un nombre fini de polynômes.
- Étant donné un ensemble algébrique {\displaystyle E=Z(I)\subset k^{n}}, on peut retourner dans les idéaux de {\displaystyle k[X_{1},\ldots ,X_{n}]} en posant I(E) égal à l'ensemble des polynômes s'annulant sur E. L'idéal I(E) est alors radiciel. Par exemple pour k=ℂ, l'ensemble algébrique des zéros de X² est réduit au point 0 et l'idéal I(X²=0) est bien égal à son radical, à savoir l'idéal engendré par X . En revanche l'idéal engendré par le polynôme X² n'est pas radiciel car il ne contient pas X.
- Les éléments de l'anneau quotient {\displaystyle k[X_{1},\ldots ,X_{n}]/I(E)} s'identifient alors aux restrictions à E des applications polynomiales de {\displaystyle k^{n}} vers k. On les appelle les fonctions régulières sur l'ensemble algébrique E. Par le lemme de normalisation de Noether, les fonctions régulières sont aussi des fonctions algébriques.
- Comme k est algébriquement clos, le théorème des zéros de Hilbert affirme que la fonction I est une bijection entre les ensembles algébriques de {\displaystyle k^{n}} et les idéaux radiciels de {\displaystyle k[X_{1},\ldots ,X_{n}]}. Plus précisément, {\displaystyle I(Z(J))} est le radical de J. Les points d'un ensemble algébrique E correspondent aux idéaux maximaux de {\displaystyle k[X_{1},\ldots ,X_{n}]/I(E)}.
- Un ensemble algébrique E est dit irréductible si I(E) est un idéal premier.

Propriétés:  
1. {\displaystyle Z(\{0\})=k^{n}},
2. {\displaystyle Z(\{1\})} est vide;
3. {\displaystyle Z(I)\cup Z(J)=Z(I\cap J)};
4. L'intersection d'une famille d'ensembles algébriques  {\displaystyle Z(I_{\lambda })} est égale à {\displaystyle Z(I)}, où {\displaystyle I} est l'idéal engendré par {\displaystyle \cup _{\lambda }I_{\lambda }}, c'est-à-dire la somme des {\displaystyle I_{\lambda }}.

## Ensembles algébriques projectifs
La géométrie algébrique projective est un cadre plus confortable que la géométrie affine. La projectivité est une propriété analogue à la compacité topologique. Le théorème de Bézout n'est vrai que pour des variétés projectives.
Cadre. Dans cette partie {\displaystyle \mathbb {P} ^{n}(k)} désigne l'espace projectif de dimension n sur k, c'est-à-dire l'ensemble {\displaystyle k^{n+1}\setminus \{0\}/R}, où {\displaystyle R} est la relation d'équivalence (relation de colinéarité) identifiant deux points x et y si et seulement si x et y sont sur la même droite vectorielle. L'espace projectif de dimension n s'identifie donc à l'ensemble des droites vectorielles d'un k-espace vectoriel de dimension n+1. La classe dans {\displaystyle \mathbb {P} ^{n}(k)} d'un point {\displaystyle (x_{0},\ldots ,x_{n})} est notée {\displaystyle (x_{0}:\ldots :x_{n})}. Les {\displaystyle x_{i}} sont les coordonnées homogènes du point {\displaystyle (x_{0}:\ldots :x_{n})}.
Définition. Soit S un ensemble de polynômes homogènes de l'anneau {\displaystyle k[X_{0},\dots ,X_{n}]}. On appelle ensemble algébrique (projectif) associé à S, et on note par {\displaystyle Z_{+}(S)}, le sous-ensemble suivant de {\displaystyle \mathbb {P} ^{n}(k)}:
Remarquons que l'annulation du polynôme f en un point {\displaystyle (x_{0},\ldots ,x_{n})\neq 0} ne dépend que de la classe {\displaystyle (x_{0}:\ldots :x_{n})} de celui-ci modulo la relation {\displaystyle R} car f est homogène. L'ensemble {\displaystyle Z_{+}(S)} est donc bien défini. L'indice + sert à distinguer les zéros homogènes des zéros affines.
Si I est un idéal homogène de {\displaystyle k[X_{0},\dots ,X_{n}]}, on note {\displaystyle Z_{+}(I)} l'ensemble {\displaystyle Z_{+}} associé à l'ensemble des polynômes homogènes de I.
Exemple Soit {\displaystyle F(X_{0},X_{1},X_{2})} un polynôme homogène à deux variables, non nul, de degré d. L'ensemble algébrique projectif {\displaystyle Z_{+}(F)} du plan projectif {\displaystyle P^{2}(k)}  est appelé une courbe projective plane, de degré d. Le polynôme {\displaystyle X_{0}^{n}+X_{1}^{n}-X_{2}^{n}} (où {\displaystyle n} est un entier naturel) définit une courbe projective plane dont les points sont les solutions homogènes d'une équation de Fermat.
Remarque.
- Si I est l'idéal (homogène) de {\displaystyle k[X_{0},\dots ,X_{n}]} engendré par S, alors {\displaystyle Z_{+}(I)=Z_{+}(S)}. Comme I est engendré par un nombre fini de polynômes homogènes, un ensemble algébrique projectif peut toujours être défini par un nombre fini de polynômes homogènes.
- Tout comme dans le cas des ensembles algébriques affines, il existe un théorème des zéros de Hilbert projectif qui établit une correspondance bijective entre les ensembles algébriques projectifs dans {\displaystyle \mathbb {P} ^{n}(k)} et les idéaux homogènes radiciels distincts de l'idéal {\displaystyle (X_{0},\dots ,X_{n})} engendré par {\displaystyle X_{0},\ldots ,X_{n}}. Un point de l'espace projectif correspond à un idéal premier homogène, maximal parmi ceux strictement contenus dans  {\displaystyle (X_{0},\dots ,X_{n})}. À un point de coordonnées homogènes {\displaystyle (x_{0}:\dots :x_{n})} , on associe l'idéal engendré par les {\displaystyle x_{i}X_{j}-x_{j}X_{i}}, pour i et j variant entre 0 et n.

Propriétés:  
1. {\displaystyle Z_{+}(\{0\})=\mathbb {P} ^{n}(k)},
2. {\displaystyle Z_{+}(\{1\})} est vide;
3. {\displaystyle Z_{+}(I)\cup Z_{+}(J)=Z_{+}(I\cap J)};
4. L'intersection d'une famille d'ensembles algébriques projectifs {\displaystyle Z_{+}(I_{\lambda })} est égale à {\displaystyle Z_{+}(I)}, où {\displaystyle I} est la somme des idéaux {\displaystyle I_{\lambda }} (il est encore homogène).

## Topologie de Zariski
L'espace affine kn (resp. projectif {\displaystyle \mathbb {P} ^{n}(k)}) est muni d'une topologie dite de Zariski. Les parties fermées pour cette topologie sont les ensembles algébriques dans kn (resp. ensembles algébriques projectifs dans {\displaystyle \mathbb {P} ^{n}(k)}).
Exemple :  la topologie de Zariski de la droite affine k est la topologie cofinie.
La topologie de Zariski sur un ensemble algébrique (resp. ensemble algébrique projectif) est par définition la topologie induite par celle de l'espace affine (resp. projectif) qui le contient. La topologie de Zariski dans le cas affine est analogue à la topologie de Zariski dans le spectre premier d'un anneau.
Les parties ouvertes remarquables de l'espace affine (resp. projectif) sont les ouverts principaux {\displaystyle D(f)} (resp. {\displaystyle D_{+}(f)}), c'est-à-dire le complémentaire de {\displaystyle Z(\{f\})} (resp. {\displaystyle Z_{+}(\{f\})}).  La restriction d'un ouvert principal à un ensemble algébrique est appelée ouvert principal de l'ensemble algébrique. Les ouverts principaux forment une base de topologie.
Un sous-ensemble ouvert d'un ensemble algébrique affine (resp. projectif) est appelé quasi-affine (resp. quasi-projectif).
L'espace affine {\displaystyle k^{n}} est quasi-projectif car il s'identifie à l'ouvert {\displaystyle \mathbb {P} ^{n}(k)\setminus Z_{+}(X_{0})}  de {\displaystyle \mathbb {P} ^{n}(k)} par l'application {\displaystyle (x_{1},\ldots ,x_{n})\to (1:x_{1}:\ldots :x_{n})}. On vérifie que cette application induit un homéomorphisme de l'espace affine sur son image. Il suit que tout ensemble algébrique quasi-affine est quasi-projectif.
La topologie de Zariski est apparemment assez pauvre (peu d'ouverts, deux points ne sont en général pas séparés par des voisinages ouverts disjoints), mais elle est suffisante pour beaucoup de propos.
Relations entre ensembles algébriques affines et ensembles algébriques projectifs : 
Un ensemble algébrique projectif Z est une réunion finie d'ouverts (pour sa topologie de Zariski) qui sont des ensembles algébriques affines. En effet, Z est défini par l'annulation de polynômes homogènes à n+1 variables. Notons {\displaystyle Z_{i}} l'ensemble des {\displaystyle (x_{0}:...:x_{n})\in Z} tels que {\displaystyle x_{i}} soit non nul. Alors {\displaystyle Z_{i}=Z\setminus (Z\cap Z_{+}(x_{i}))} est ouvert dans {\displaystyle Z} ; les {\displaystyle Z_{i}} recouvrent {\displaystyle Z} ; il reste à voir que {\displaystyle Z_{i}} est un ensemble algébrique affine. Si {\displaystyle Z=Z_{+}(S)}, et si {\displaystyle S_{i}} est l'ensemble des polynômes {\displaystyle F(x_{0},...,x_{i-1},1,x_{i+1},...,x_{n})} quand les {\displaystyle F} parcourent les polynômes homogènes dans {\displaystyle S}, alors on voit facilement que {\displaystyle Z_{i}} est l'ensemble algébrique {\displaystyle Z(S_{i})} dans {\displaystyle k^{n}}.

## Cas d'un corps de base quelconque
Si le corps de base k n'est pas algébriquement clos, un ensemble algébrique sur k est un ensemble algébrique dans une clôture algébrique k de k, défini par des polynômes à coefficients dans k. Par exemple, l'ensemble des couples (a, b)∊ℚ2 tels que a2+b3–1=0 est un ensemble algébrique sur ℚ. En revanche, la relation a2+b3–√2=0 ne définit pas, tel quel, un ensemble algébrique sur ℚ.